# حراملو
حراملو، روستایی از توابع بخش مرکزی شهرستان چالدران در استان آذربایجان غربی ایران است. حراملو با روستاهای زاویه سفلی یا آشاغی زیوه، چاووش، رّوّض، مادلو، جگنلو، گورگوره، یوخاری و آشاغی تخت روان همسایه است.
```
اکثر مردم این روستا به کارهایی دامداری و کشاورزی وابسته دامداری مانند پرورش علوفه، یونجه، شبدر، جو و گندم مشغولند.  
```

به باور عموم، نام این روستا به جنگ چالدران زمان صفویه و عثمانی وابسته است. درواقع، بخاطر قرار گرفتن خانواده شاه اسماعیل (حرم ایشان) در این محل نام این روستا به حرملو ( با تلفظ ترکی حراملو) معروف شده است.
از شرق این روستا رودخانه قیزلار چایی می گذرد، تا دهه هفتاد رودخانه ای پرآب بود و ماهی های مختلفی از جمله ماهی قیزلار آلای وحشی در این رودخانه وجود داشتند و افراد روستا بصورت تفریحی به شکار و صید ماهی می پرداختند. درواقع، در فصل تابستان بعلت کم شدن آب رودخانه مسیر آب رودخانه را " در عرض رودخانه" عوض می کردند و ماهی های از بیرون از آب را در شکار می کردند. بندرت از تور ماهیگیری استفاده می کردنند. در فصل زمستان هم  روی رودخانه یخ می زد و  ماهی های داخل آب رودخانه به یخ می چسبیدند و با شکستن یخ رودخانه به شکار و صید ماهی می پرداختند. 
منبع و تغذیه آب قیزلار چایی چشمه و برکه ای در نزدیکی  مرز ترکیه بنام خان گلی (برکه خان) بوده، پس از کانال کشی آب خان گلی به منطقه آواجیق رودخانه قیزلار چایی به رودخانه فصلی تبدیل شده و  طبیعتا دیگر ماهی ای در قیزلار چایی نیست.

محله ها:
حراملو از ۲ محله بنام های آشاغی و یوخاری محله تشکیل شده است. مسجد و مدرسه این روستا در آشاغی محله قرار دارد. مسجد با دیوار های سنگی بزرگ ساخته شده است.

## جمعیت
این روستا در دهستان چالدران شمالی قرار دارد و براساس سرشماری مرکز آمار ایران در سال ۱۳۸۵، جمعیت آن ۱۸۰ نفر (۴۴خانوار) بوده‌است.
زبان مردم این روستا ترکی است. 